# Partolón
Partolón (ortografía moderna: 'Parthalán') es un personaje de la pseudo-historia medieval irlandesa cristiana. Por tradición, se le acredita con liderar un grupo grande que se estableció en Irlanda. El cuento es probablemente una invención de escritores cristianos. "Partolón" proviene del nombre bíblico "Bartholomaeus" o "Bartolomeo". El nombre pudo haber sido tomado de un personaje que aparece en las pseudo-historias cristianas de los santos Jerónimo e Isidoro de Sevilla.

## Leyenda
Partolón fue el dirigente del segundo grupo de personas que se asentaron en Irlanda, el 'Muintir Partholóin' (pueblo de Partolón). Llegaron en la isla deshabitada aproximadamente 300 años después de la inundación de Noé y se creía eran responsables de presentar actividades como la agricultura, la cocina, la fermentación de alcohol y la construcción. Después de algunos años, todos ellos sucumbieron a una peste en una semana. 

### Lebor Gabála Érenn
La Lebor Gabála Érenn, una pseudo-historia de Irlanda del siglo XI, declara que Irlanda fue asentada seis veces, de los cuales Partolón y sus seguidores fueron el segundo grupo. El número pudo haber sido escogido para emparejar las "Seis Edades del Mundo". Según la Lebor Gabála, Irlanda estuvo deshabitada después de las muertes de Cessair y sus compañeros en el Diluvio. Dice que Partolón provino de Grecia[6] y era el hijo de Sera, hijo de Sru, quién era un descendiente de Magog, hijo de Jafet, quién era el hijo de Noé. Partolón y su gente navegaron a Irlanda a través de Sicilia e Iberia, llegando 300 o 312 años después del Diluvio y desembarcando en Inber Scéne (Kenmare en el Condado de Kerry). Con Partolón iban su mujer Delgnat, sus tres hijos (Slanga, Rudraige y Laiglinne), las mujeres de estos (Nerba, Cichba y Cerbnad), y mil seguidores.
Partolón y toda su gente —cinco mil hombres y cuatro mil mujeres— murieron de la peste en una semana, en Senmag (la "llanura vieja"), cerca de la moderna Tallaght.

### Foras Feasa ar Érinn
La recopilación del siglo XVII de Seathrún Céitinn Foras Feasa ar Érinn dice que llegaron en el año 2061 antes de Cristo. Afirma que Partolón era el hijo de Sera, el rey de Grecia, y huyó de su patria después de asesinar a su padre y madre. Perdió su ojo izquierdo en el ataque a sus padres. Él y sus seguidores partieron de Grecia, navegado vía Sicilia y llegaron a Irlanda por el oeste, habiendo viajado por dos meses y medio.
Según Céitinn, en el tiempo de la llegada de Partolón, Irlanda consistía de una llanura abierta, tres lagos y nueve ríos. Partolón creó cuatro llanuras más, y siete lagos estallaron de la tierra. Ciertas figuras nombradas son acreditadas con presentar en la sociedad la ganadería, el labrado, la cocina, las viviendas, el comercio y en dividir la isla en cuatro partes.
En la versión de Céitinn, en la Batalla de Mag Itha, la primera batalla luchada en Irlanda, los Partholóin lucharon y derrotaron a los Fomorianos, quienes eran dirigidos por Cichol Gricenchos.
Un poema en la Lebor Gabála, expandido por Céitinn, dice qué Partolón y su mujer, Delgnat, vivían en una isla pequeña cerca del estuario del Río Erne. Una vez, mientras Partolón visitaba sus dominios, Delgnat sedujo a un criado llamado Topa. Después, bebieron del ale de Partolón, el cual sólo podía ser accedido a través de un tubo dorado. Partolón descubrió el amorío cuándo bebió de su ale y reconoció el sabor de las bocas de Delgnat y Topa en el tubo. Enfurecido, él mató al perro de Delgnat y a Topa. Pero Delgnat no se arrepintío e insistió en que Partolón era el de la culpa, ya que dejarlos solos juntos era como dejar miel enfrente de una mujer, leche enfrente de un gato, herramientas afiladas enfrente de un artesano, o carne enfrente de un niño, y esperar que no tomaran ventaja. Este fue el primer caso de adulterio y los primeros celos registrados en Irlanda. La isla en cuestión fue nombrada Inis Saimera en honor a Saimer, el perro de Delgnat.

### Anales de los cuatro maestros
Los Anales de los cuatro maestros dice que llegaron en 2520 Anno Mundi (después de la "creación del mundo"). Este trabajo declara que la peste vino 300 años después de su llegada, en mayo y que un hombre sobrevivió: Tuan, hijo del hermano de Partolón Starn. Conocido como un legendario 'adivino', se decía que Tuan era una bodega de conocimiento de la historia irlandesa porque vivió a través de las generaciones en formas diferentes de encarnaciones. A través de una serie de transformaciones animales, sobrevivió a lo largo de los siglos para renacer como el hijo de un cacique llamado Cairell en el tiempo de Colm Cille (siglo VI). Recordó todo lo que había visto, y así preservó la historia de Partolón.

### Geoffrey Keating
En la Historia de Irlanda' de Keating Partolón divide a Irlanda en cuatro partes por sus cuatro hijos llamados Er, Orba, Fearon, y Feargna.

### Otros
Otras narrativas difieren en el tiempo de la llegada de Partolón a Irlanda. Fuentes posteriores dicen que Partolón murió allí después de treinta años en Irlanda, y el resto de sus pueblo Gambian murió allí de peste. Otros textos medievales dicen que llegaron en el año 60 de Abrahán.
El hermano de Partolón Tait fue el bisabuelo de Nemed.
| Predecesor: Cessair | Invasión mítica de Irlanda ACM 2680 AC FFE 2061 AC | Sucesor: Nemed |